# Siavana rigida
Siavana rigida là một loài bướm đêm trong họ Noctuidae.